# Blake Wesley
Blake Carrington Wesley, né le 16 mars 2003 à South Bend en Indiana, est un joueur américain de basket-ball. Il évolue aux postes de meneur et d'arrière.

## Biographie

### Carrière universitaire
Entre 2021 et 2022, il joue pour le Fighting Irish à l'université de Notre-Dame-du-Lac.

### Carrière professionnelle
Il est choisi en 25e position par les Spurs de San Antonio lors de la draft 2022.

## Palmarès
- Second-team All-ACC en 2022
- ACC All-Rookie Team en 2022

## Statistiques

### Universitaires
| Saison    | Équipe     | Matchs | Titul. | Min./m | % Tir | % 3pts | % LF | Rbds/m. | Pass/m. | Int/m. | Ctr/m. | Pts/m. |
| --------- | ---------- | ------ | ------ | ------ | ----- | ------ | ---- | ------- | ------- | ------ | ------ | ------ |
| 2021-2022 | Notre Dame | 35     | 28     | 29,3   | 40,4  | 30,3   | 65,7 | 3,69    | 2,40    | 1,26   | 0,06   | 14,40  |
| Carrière  | Carrière   | 35     | 28     | 29,3   | 40,4  | 30,3   | 65,7 | 3,69    | 2,40    | 1,26'  | 0,06   | 14,40  |

### Professionnelles
| Saison    | Équipe      | Matchs | Titul. | Min./m | % Tir | % 3pts | % LF | Rbds/m. | Pass/m. | Int/m. | Ctr/m. | Pts/m. |
| --------- | ----------- | ------ | ------ | ------ | ----- | ------ | ---- | ------- | ------- | ------ | ------ | ------ |
| 2022-2023 | San Antonio | 37     | 1      | 18,1   | 32,1  | 38,5   | 59,1 | 2,20    | 2,60    | 0,70   | 0,10   | 5,00   |
| 2023-2024 | San Antonio | 61     | 3      | 14,4   | 47,4  | 21,8   | 66,7 | 1,50    | 2,70    | 0,50   | 0,10   | 4,40   |
| Carrière  | Carrière    | 98     | 4      | 15,8   | 39,8  | 29,9   | 63,9 | 1,80    | 2,70    | 0,60   | 0,10   | 4,60   |

## Records sur une rencontre en NBA
Les records personnels de Blake Wesley en NBA sont les suivants, :
| Type de statistique        | Saison régulière | Saison régulière          | Saison régulière |
| Type de statistique        | Record           | Adversaire                | Date             |
| -------------------------- | ---------------- | ------------------------- | ---------------- |
| Points                     | 12               | Thunder d'Oklahoma City   | 24 janvier 2024  |
| Paniers marqués            | 4                | 3 fois                    | 3 fois           |
| Paniers tentés             | 10               | @ Cavaliers de Cleveland  | 13 février 2023  |
| Paniers à 3 points réussis | 2                | 3 fois                    | 3 fois           |
| Paniers à 3 points tentés  | 3                | Bulls de Chicago          | 28 octobre 2022  |
| Lancers francs réussis     | 2                | 4 fois                    | 4 fois           |
| Lancers francs tentés      | 4                | 2 fois                    | 2 fois           |
| Rebonds offensifs          | 1                | 4 fois                    | 4 fois           |
| Rebonds défensifs          | 5                | 2 fois                    | 2 fois           |
| Rebonds totaux             | 6                | @ Jazz de l'Utah          | 28 février 2023  |
| Passes décisives           | 8                | Trail Blazers de Portland | 26 janvier 2024  |
| Interceptions              | 3                | @ Jazz de l'Utah          | 28 février 2023  |
| Contres                    | 1                | Wizards de Washington     | 30 janvier 2023  |
| Balles perdues             | 4                | @ Pistons de Détroit      | 10 février 2023  |
| Minutes jouées             | 24               | @ Pistons de Détroit      | 10 février 2023  |

- Double-double : 0
- Triple-double : 0

Dernière mise à jour : 3 mars 2023